# Cascate Kalambo
Le cascate Kalambo (Kalambo Falls in inglese) sono cascate formate dal fiume Kalambo al confine fra Zambia e Tanzania, presso l'estremità sudorientale del Lago Tanganica. Le cascate comprendono un unico salto di 235 m di altezza, che è il secondo per altezza in Africa dopo quello delle cascate Tugela in Sudafrica. Le cascate defluiscono nella gola di Kalambo, larga circa 1 km e profonda fino a 300 m, che dopo circa 5 km si apre nel Tanganica. Sui pendii attorno alle cascate nidifica una colonia di marabù.
La zona delle cascate, abitata da circa 250.000 anni, costituisce un importante sito archeologico (Kalambo). Nel 1964, il sito è stato dichiarato monumento nazionale dalle autorità dello Zambia.